# Santa Maria degli Angeli (Assisi)

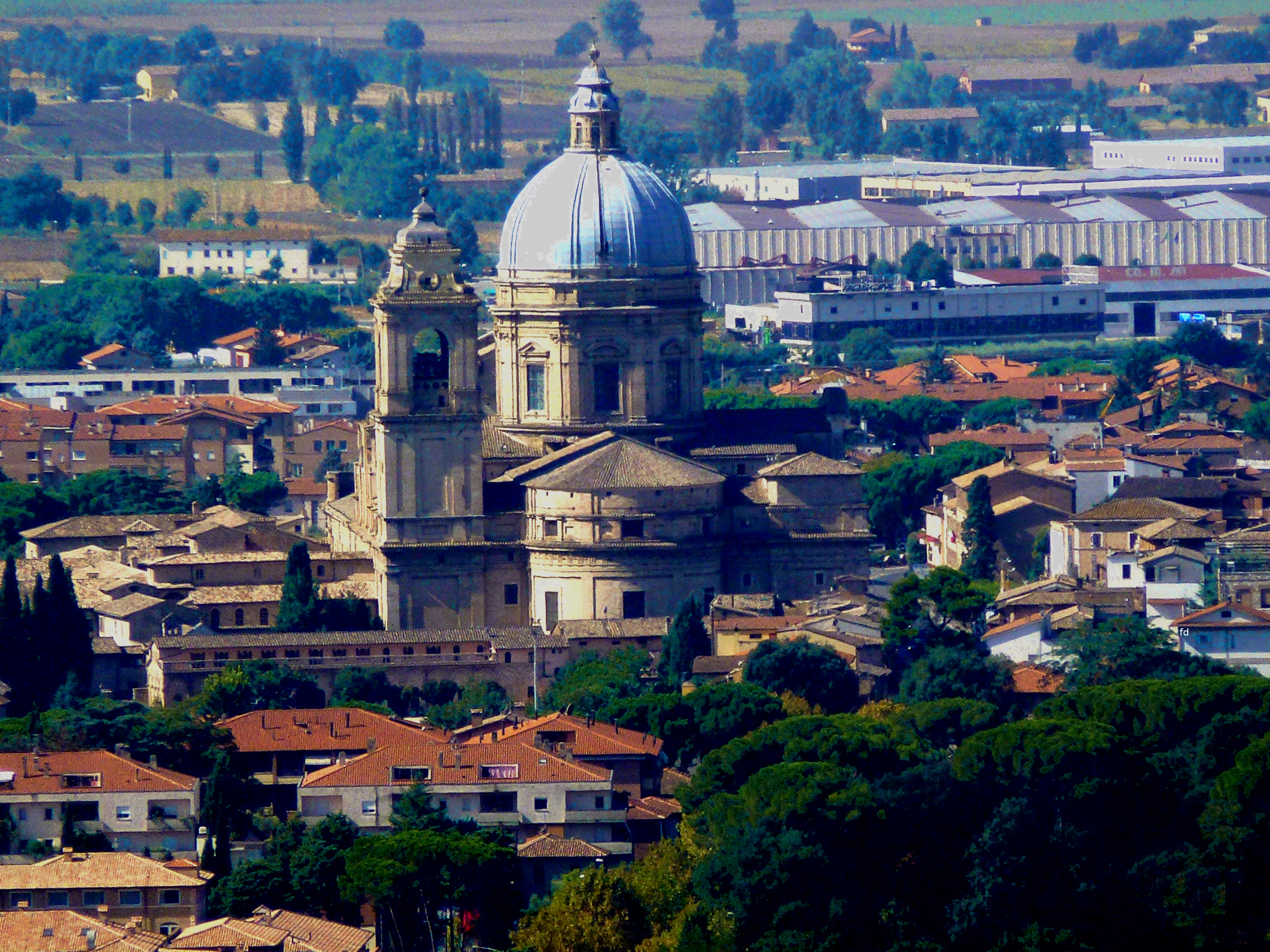
Basilika. Ansicht von Assisi

Santa Maria degli Angeli ist eine Fraktion der italienischen Gemeinde (comune) Assisi in der Provinz Perugia, Region Umbrien.

## Geographie
Der Ort liegt etwa 4 km südwestlich des Stadtzentrums auf 218 m s.l.m., in der Ebene des Valle Umbra. Bekannt ist sie besonders wegen der Basilika di Santa Maria degli Angeli, als Basilica maior eine der bedeutendsten Kirchen der Christenheit.
Sie hat etwa 10.700 Einwohner. Im Jahr 2001 waren es nach offiziellen Angaben 6665 Einwohner.